# Richard Butler (ufficiale)
Sir Richard Harte Keatinge Butler (28 agosto 1870 – Shawbury, 22 aprile 1935) è stato un generale britannico.

## Biografia
Educato alla Harrow School ed alla Royal Military Academy Sandhurst, Butler ottenne il ruolo di ufficiale nel Dorset Regiment nel 1890.
Prestò servizio nella Seconda guerra boera e quindi divenne Brigadiere Maggiore ad Aldershot nel 1906. Egli servì durante la prima guerra mondiale inizialmente come ufficiale comandante del 2º battaglione dei Lancashire Fusiliers e poi come comandante della 3rd Infantry Brigade prima di divenire maggior generale dello stato maggiore della 1st Army dal 1915. Fu vice capo di stato maggiore sul Fronte occidentale dal 1916 e quindi divenne General Officer Commanding del III Corps nel febbraio del 1918.
Dopo la Grande Guerra divenne General Officer Commanding della 2nd Division dal 1919 al 1923 passando poi al ruolo di General Officer Commanding-in-Chief per il Western Command nel 1924 e si ritirò nel 1929.
Visse gli ultimi anni della sua vita a Roden Lodge, Shawbury nello Shropshire, ove morì il 22 aprile 1935, venendo sepolto nella chiesa parrocchiale di Hodnet, Shropshire.

## Matrimonio e figli
Nel 1894 sposò Helen Frances Battiscombe dalla quale ebbe un figlio ed una figlia.